# Saison 2 de Flashpoint
Chronologie
Saison 1 Saison 3
Cet article présente le guide des épisodes de la deuxième saison de la série télévisée Flashpoint.

## Distribution
- Hugh Dillon (VF : Philippe Vincent) : Ed Lane
- Amy Jo Johnson (VF : Annabelle Roux) : Juliana "Jules" Callaghan (récurrente 1 à 6)
- Enrico Colantoni (VF : Guillaume Lebon) : Gregory Parker
- David Paetkau (VF : Pascal Nowak) : Sam Braddock
- Mark Taylor (VF : Yann Pichon) : Lewis Young (jusqu'à l'épisode 10)
- Sergio Di Zio (VF : Alexandre Gillet) : Michelangelo "Spike" Scarlatti
- Ruth Marshall (VF : Vanina Pradier) : Docteur Amanda Luria
- Michael Cram (VF : Eric Aubrahn) : Kevin "Wordy" Wordsworth
- Olunike Adeliyi (VF : Celine Monsarrat) : Leah Kerns
- Jessica Steen (VF : Chantal Baroin) : Donna Sabine

## Épisodes

### Épisode 1:L’Heure des comptes
- Canada : 27 février 2009 sur CTV
- France : 3 décembre 2009 sur Canal+
- Québec : 1er mai 2012 sur V

- Canada : 1,339 million de téléspectateurs[1] (première diffusion)

### Épisode 2:La Forteresse
- Canada : 6 mars 2009 sur CTV
- France : 3 décembre 2009 sur Canal+
- Québec : 8 mai 2012 sur V

- Canada : 1,367 million de téléspectateurs[2] (première diffusion)

### Épisode 3:Justice aveugle
- Canada : 13 mars 2009 sur CTV
- France : 10 décembre 2009 sur Canal+
- Québec : 15 mai 2012 sur V

- Canada : 1,350 million de téléspectateurs[3] (première diffusion)

### Épisode 4:Amis pour la vie
- Canada : 3 avril 2009 sur CTV
- France : 10 décembre 2009 sur Canal+
- Québec : 22 mai 2012 sur V

- Canada : 1,346 million de téléspectateurs[4] (première diffusion)

### Épisode 5:Sans famille
- Canada : 10 avril 2009 sur CTV
- France : 17 décembre 2009 sur Canal+
- Québec : 29 mai 2012 sur V

- Canada : 1,339 million de téléspectateurs[5] (première diffusion)

### Épisode 6:Cas de conscience
- Canada : 24 avril 2009 sur CTV
- France : 17 décembre 2009 sur Canal+
- Québec : 5 juin 2012 sur V

- Canada : 1,277 million de téléspectateurs[6] (première diffusion)

### Épisode 7:Panique au lycée
- Canada : 1er mai 2009 sur CTV
- France : 7 janvier 2010 sur Canal+
- Québec : 12 juin 2012 sur V

- Canada : 1,365 million de téléspectateurs[7] (première diffusion)

### Épisode 8:La Dernière Danse
- Canada : 8 mai 2009 sur CTV
- France : 7 janvier 2010 sur Canal+
- Québec : 19 juin 2012 sur V

- Canada : 1,149 million de téléspectateurs[8] (première diffusion)

### Épisode 9:Un témoin gênant
- Canada : 15 mai 2009 sur CTV
- France : 14 janvier 2010 sur Canal+
- Québec : 26 juin 2012 sur V

- Canada : 1,223 million de téléspectateurs[9] (première diffusion)

### Épisode 10:Terrain miné
- Canada : 25 septembre 2009 sur CTV
- France : 14 janvier 2010 sur Canal+
- Québec : 10 juillet 2012 sur V

- Canada : 1,882 million de téléspectateurs[10] (première diffusion)

### Épisode 11:Une étrange ressemblance
- Canada : 2 octobre 2009 sur CTV
- France : 21 janvier 2010 sur Canal+
- Québec : 17 juillet 2012 sur V

- Canada : 1,575 million de téléspectateurs[11] (première diffusion)

### Épisode 12:Rédemption
- Canada : 9 octobre 2009 sur CTV
- France : 21 janvier 2010 sur Canal+
- Québec : 24 juillet 2012 sur V

- Canada : 1,342 million de téléspectateurs[12] (première diffusion)

Une prise d'otage a lieu dans une prison, l'équipe du SRU est sur les dents car en plus de l'ordre à rétablir, ils doivent retrouver des visiteurs venus témoigner contre un des prisonniers pour sa remise en liberté. 

### Épisode 13:Guerre parentale
- Canada : 16 octobre 2009 sur CTV
- France : 28 janvier 2010 sur Canal+
- Québec : 14 août 2012 sur V

- Canada : 1,642 million de téléspectateurs[13] (première diffusion)

### Épisode 14:Mauvaises ondes
- Canada : 23 octobre 2009 sur CTV
- France : 28 janvier 2010 sur Canal+
- Québec : 3 juillet 2012 sur V

- Canada : 1,560 million de téléspectateurs[14] (première diffusion)

### Épisode 15:La Ferme
- Canada : 30 octobre 2009 sur CTV
- France : 4 février 2010 sur Canal+
- Québec : 21 août 2012 sur V

- Canada : 1,871 million de téléspectateurs[15] (première diffusion)

### Épisode 16:Le protecteur
- Canada : 6 novembre 2009 sur CTV
- France : 4 février 2010 sur Canal+
- Québec : 28 août 2012 sur V

- Canada : 1,816 million de téléspectateurs[16] (première diffusion)

### Épisode 17:Le Bon Samaritain
- Canada : 13 novembre 2009 sur CTV
- France : 11 février 2010 sur Canal+
- Québec : 9 septembre 2012 sur V

- Canada : 1,771 million de téléspectateurs[17] (première diffusion)

### Épisode 18:Rendez-vous de l’autre côté
- Canada : 20 novembre 2009 sur CTV
- France : 11 février 2010 sur Canal+
- Québec : 16 septembre 2012 sur V

- Canada : 1,589 million de téléspectateurs[18] (première diffusion)